# Омонія
Омонія (грец. Πλατεία Ομονοίας — площа Згоди) — площа в Афінах, комерційний центр міста. Тут сходяться 7 афінських вулиць: Афінас, Стадіу (веде до стадіону Панатінаїкос), Агіу Константіну, площа 3 вересня (дата початку повстання проти османського панування 1843 року), Піреус (у напрямку до Пірея та аеропорту «Елефтеріос Венізелос»), Панапістіміу (Університетська, вздовж неї розташовані Афінський університет, Національна бібліотека та Національна академія — так звана, Афінська трилогія Ернста Зіллера), а також вулиця 28 листопада (у цей день 1940 року Греція відповіла відмовою на ультиматум Муссоліні).
Колись площа мала форму строгого квадрата. Проте починаючи з 1950-х років періодично розширювалась проїжджа частина (наприкінці 1990-х років до 4 смуг) у зв'язку із все зростаючою напруженістю автомобільного трафіку площею, через що форма площі дедалі більше наближається до п'ятикутника.
Площа обрамлена здебільшого неокласичними спорудами, серед них два колишні готелі, зведені за проектами славетного німецького архітектора Ернста Ціллера — це «Банкейон Мегарон» та «Александр Великий». В п'ятдесяті роки XX століття в перебудові площі бав участь уродженець Києва Прокопіос Василіадіс.